# Ralph W. Farris
Ralph W. Farris (* 1. Juni 1886 in Rockland, Maine; † 2. April 1968 in Augusta, Maine) war ein US-amerikanischer Anwalt und Politiker, der von 1945 bis 1950 Maine Attorney General war.

## Leben
Ralph Webster Farris wurde als Sohn von Henry K. Farris und Alice Emma Webster in Rockland geboren. Er arbeitete als Anwalt in Augusta. Auch sein Sohn Ralph W. Farris jun. arbeitete in dieser Kanzlei.
Als Mitglied der Republikanischen Partei war er von 1929 bis 1934 Abgeordneter im Repräsentantenhaus von Maine. Von 1941 bis 1944 gehörte er dem Senat von Maine an. Er war von 1945 bis 1950 Maine Attorney General.
Verheiratet war Ralph W. Farris mit Lillian Kathleen Essancy. Aus dieser Ehe stammen zwei Söhne und eine Tochter. Ferris starb am 2. April 1968 in Augusta. Sein Grab befindet sich auf dem Forest Grove Cemetery in Augusta.